# 斯特朗城 (堪薩斯州)
斯特朗城（英語：Strong City）是一個位於美國堪薩斯州蔡斯縣的城市。

## 地方資料
根據2020年美國人口普查的數據，斯特朗城的面積為1.43平方千米，當中陸地面積為1.42平方千米，而水域面積為0.01平方千米。當地共有人口386人，而人口密度為每平方千米269.93人。